# 藤原季節
藤原 季節（ふじわら きせつ、1993年1月18日 - ）は、日本の俳優。オフィス作所属。

## 来歴・人物
北海道出身。少年時代は集団行動が苦手で、どこにも自分の居場所がないような感情を抱いていたという。高校卒業後、大学進学のため上京。本当の目的は俳優になると決意したからで、事務所もまだ決まっていなかったと後のインタビューで語っている。演劇研究会での活動から小劇場の道に進み、2013年9月21日、芸能プロダクション「オフィス作」初のワークショップオーディションで、500名以上の中より選ばれ所属となる。
2014年の『人狼ゲームビーストサイド』で映画デビューし、2016年に小路紘史の自主制作映画『ケンとカズ』に出演。同作は2015年度の東京国際映画祭日本映画スプラッシュ部門作品賞を受賞するなど、数々の賞を受賞するヒット作となった。
2020年、第42回ヨコハマ映画祭最優秀新人賞を受賞。
宮本武蔵に憧れて6歳から剣道を始め、二段を取得。尾崎豊のファンで、待ち受け画像も尾崎豊にしている。
少年時代からジャッキー・チェンやアーノルド・シュワルツェネッガーなどのアクションスターに憧れていたが、上京後に蜷川幸雄演出のシェークスピア作品に触れたことなどをきっかけに、映画と同様演劇にも情熱を燃やしている。

## 出演

### 映画
- 花鳥籠（2013年11月23日）　 - シュウ 役
- 人狼ゲーム ビーストサイド（2014年8月30日） - 平一也 役
- 神さまの言うとおり（2014年11月15日）
- 百円の恋（2014年12月20日）
- イニシエーション・ラブ（2015年5月23日） - 大石肇 役
- 新宿スワン（2015年5月30日）
- ライチ☆光クラブ（2016年2月13日） - カネダ 役[5]
- TOO YOUNG TO DIE! 若くして死ぬ（2016年6月25日）
- ケンとカズ（2016年7月30日） - テル 役
- 何者（2016年10月15日）
- ジムノペディに乱れる（2016年11月26日）
- 沈黙 -サイレンス-（2017年1月21日） - キチタ 役
- 美しい星（2017年5月27日） - 栗田岳斗 役
- 関ヶ原（2017年8月26日） - 武蔵 役
- 全員死刑（2017年11月18日） - 吉田ショウジ 役
- 探偵はBARにいる3（2017年12月1日）
- バケツと僕!（2018年3月3日）
- ママレード・ボーイ（2018年4月27日） - 三輪悟史 役[6]
- 純平、考え直せ（2018年9月22日）
- 止められるか、俺たちを（2018年10月13日） - 荒井晴彦 役[7]
- 億男（2018年10月19日）
- ハード・コア（2018年11月23日）
- 長いお別れ（2019年5月31日） - 遊園地の係員 役
- アイネクライネナハトムジーク（2019年9月20日） - 青年 役
- ゆうなぎ（2019年） - 長谷川恭介 役
- 東京ランドマーク（2023年9月4日） - 主演・稔 役
- his（2020年1月24日） - 日比野渚 役[8]
- 佐々木、イン、マイマイン（2020年11月27日） - 主演・石井悠二 役[9]
- くれなずめ（2021年5月12日） - 田島大成 役[10][11]
- 明日の食卓（2021年5月28日） - 石橋正樹 役[12]
- のさりの島（2021年5月29日） - 主演・若い男 / “将太”  役[13][14][15]
- 空白（2021年9月23日） - 野木龍馬 役
- わたし達はおとな（2022年6月10日） -  直哉 役[16]
- 少女は卒業しない（2023年2月23日） - 坂口優斗 役[17]
- 辰巳（2024年年4月20日） - 浩太 役[18]
- あるいは、ユートピア（2024年11月16日、金允珠監督） - 主演・牧雄一郎 役[19]
- 災 劇場版（2026年公開予定） - 皆川慎 役[20]

### 短編映画
- 鼓動（2019年） - 主演・ミツル 役[21]
- RUN!-3films-「actor」（2019年11月2日）
- 中村屋酒店の兄弟（2020年11月21日） - 主演・和馬 役[注 1]
- MIRRORLIAR FILMS Season3『Good News,』（2022年5月6日）- 主演

### テレビドラマ
- 玉川区役所 OF THE DEAD 第10話（2014年12月6日、テレビ東京）
- 「信長協奏曲」ドラマSP（2016年1月23日、フジテレビ）
- カルテット 第2話 - 第4話・最終話（2017年1月24日 - 2月7日・3月21日、TBS） - 墨田新太郎 役
- 帝一の國〜学生街の喫茶店〜 第3話（2017年4月26日、フジテレビ） - 新庄 役
- CRISIS 公安機動捜査隊特捜班 第7話 （2017年5月23日、関西テレビ・フジテレビ） - 川上 役
- 貴族探偵 第7話（2017年5月29日、フジテレビ） - 都倉忠仁 役
- バカボンのパパよりバカなパパ 第4話（2018年7月28日、NHK総合)   - 杉本健一 役
- グッド・ドクター 第7話（2018年8月23日、フジテレビ） - 馬渕健太郎 役
- 相棒 season17 第9話（2018年12月12日、テレビ朝日） - 敷島純次 役
- 猫探偵の事件簿（2018年12月19日、NHK BSプレミアム）
- フルーツ宅配便 第4話、第7話 - 第10話、最終話（2019年2月2日、2月23日 - 3月16日、3月30日、テレビ東京） - 清水 役[22]
- 東京二十三区女 第3話（2019年4月27日、WOWOW）
- 監察医 朝顔（2019年7月8日 - 9月23日、フジテレビ） - 沖田宗徳 役[23][24][25][26]
  - 監察医 朝顔『特別編』（2019年9月30日）
  - 第2シリーズ（2020年11月2日 - 2021年3月22日）
  - 監察医 朝顔2022スペシャル（2022年9月26日）[27]
  - 監察医 朝顔2025新春スペシャル（2025年1月3日）[28]
- 歪んだ波紋（2019年11月3日 - 12月22日、NHK BSプレミアム） - 井上京介 役
- 竹内涼真の撮休 第4話（2020年11月28日、WOWOW） - 宇山茂雄 役[29]
- 西荻窪 三ツ星洋酒堂（2021年2月12日 - 3月19日、MBS 他5局） - 中内智 役[30]
- 大河ドラマ 青天を衝け（2021年、NHK） - 藤田小四郎 役[31][32]
- サ道2021 第3話（2021年7月24日、テレビ東京） - リョウ 役
- それでも愛を誓いますか？（2021年10月3日 - ABCテレビ/テレビ朝日）  - 真山篤郎 役 ※ テレビ朝日は2021年10月2日から放送
- 海の見える理髪店 （2022年3月31日、NHK BS8K 5月8日、NHK BSプレミアム）- 青年 役
- プリズム（2022年7月12日 - 9月13日、NHK総合） - 森下陸 役[33]
- ウツボラ（2023年3月24日 - 5月12日、WOWOW） - 辻真琴 役[34]
- 自転しながら公転する（2023年12月14日・21日・28日、読売テレビ・日本テレビ） - 羽島貫一 役[35]
- イップス 第2話（2024年4月19日、フジテレビ） - よっちゃん / 唐沢陽介 役[36]
- まぐだら屋のマリア（2025年3月29日、NHK BSプレミアム4K） - 主演・紫紋 役（尾野真千子とダブル主演）[37]
- 災（2025年4月6日 - 5月11日、WOWOW） - 皆川慎 役[38]

### 配信ドラマ
- すじぼり（2019年6月21日 - 8月9日、U-NEXT） - 主演・滝川亮 役[39][40]
- あなたに聴かせたい歌があるんだ（2022年5月20日、Hulu） - 片桐晃 役[41]
- モダンラブ・東京〜さまざまな愛の形〜「最悪のデートが最高になったわけ」（2022年10月21日、Amazon Prime Video） - 悠太 役[42]
- ギルガメッシュFIGHT（2022年12月25日 - 2023年1月29日、Paravi） - 主演・加藤竜也 役[43]
- 阿修羅のごとく（2025年1月9日、Netflix） - 陣内英光 役[44][45]

### 舞台
- 青い瞳（2015年11月1日 - 26日、シアターコクーン / 作・演出：岩松了）
- 二度と燃えぬ火（2016年7月7日 - 14日、APOCシアター / 構成・演出：札内幸太）[46]
- 劇団た組。（作・演出：加藤拓也）
  - まゆをひそめて、僕を笑って（2017年4月20日 - 23日、横浜赤レンガ倉庫） - 主演[47]
  - 貴方なら生き残れるわ（2018年11月21日 - 25日、彩の国さいたま芸術劇場 小ホール） - 主演[48]
  - 誰にも知られず死ぬ朝（2020年2月22日 - 3月1日、彩の国さいたま芸術劇場 小ホール）[49]
  - ドードーが落下する（2022年9月21日-10月2日、KAAT神奈川芸術劇場　大スタジオ　他 松本公演、札幌公演）- 主演
- 密やかな結晶（2018年2月2日 - 25日、東京芸術劇場プレイハウス / 作・演出：鄭義信）[50]
- たかが世界の終わり（2020年10月24日、演出：内田健司、第7世代実験室制作・配信） - 主演・ルイ 役[51]
- 『迎夏』夏と朗読「夢十夜」（2021年7月22日、新宿MARZ）
- 『駆夏』季節と朗読「走れメロス」（2022年7月25日、新宿MARZ）[52]
- 『叶春』季節と朗読 by ライブナタリー（2024年3月12日 - 14日、ルーテル市ヶ谷ホール / 作・演出：藤原季節、八十嶋淳）[53]
- イキウメ『人魂を届けに』（2023年5月16日、シアタートラム / 作・演出：前川知大）-棗 役
- 『景秋』季節と朗読 byライブナタリー（2024年11月20日・21日、めぐろパーシモンホール 小ホール / 作・演出：藤原季節、八十嶋淳）[54]

### CM
- 資生堂「dプログラム」（2016年）

### 広告
- バイオベラティブジャパン株式会社（2018年）

### PV
- 乃木坂46「太陽ノック」（2015年）
- SHISHAMO「明日メトロですれちがうのは、魔法のような恋」（2017年）
- 忘れらんねえよ「いいひとどまり」（2017年）[55]
- 羊文学「1999」（2019年）[56]
- 優里「シャッター」（2021年）

## 受賞歴
- 2020年
  - 第42回ヨコハマ映画祭 最優秀新人賞（『佐々木、イン、マイマイン』『his』）[57]
- 2021年
  - 第13回TAMA映画賞 最優秀新進男優賞（『佐々木、イン、マイマイン』『くれなずめ』『明日の食卓』『のさりの島』『空白』）[58]